# Didymosella conchicola
Didymosella conchicola är en mossdjursart som beskrevs av Gordon 1989. Didymosella conchicola ingår i släktet Didymosella och familjen Didymosellidae. Inga underarter finns listade i Catalogue of Life.